# USS Forrestal (CV-59)
«Форрестол» — (англ. USS Forrestal (CV-59)) — американський авіаносець, головний корабель свого типу. Названий на честь першого міністра оборони США Джеймса Форрестола. По суті «Форрестол» був першим авіаносцем, повністю спроєктованим в післявоєнний час, при проєктуванні якого повною мірою був врахований досвід, отриманий під час Другої світової війни, а також враховані вимоги щодо базування реактивної авіації.

## Історія створення

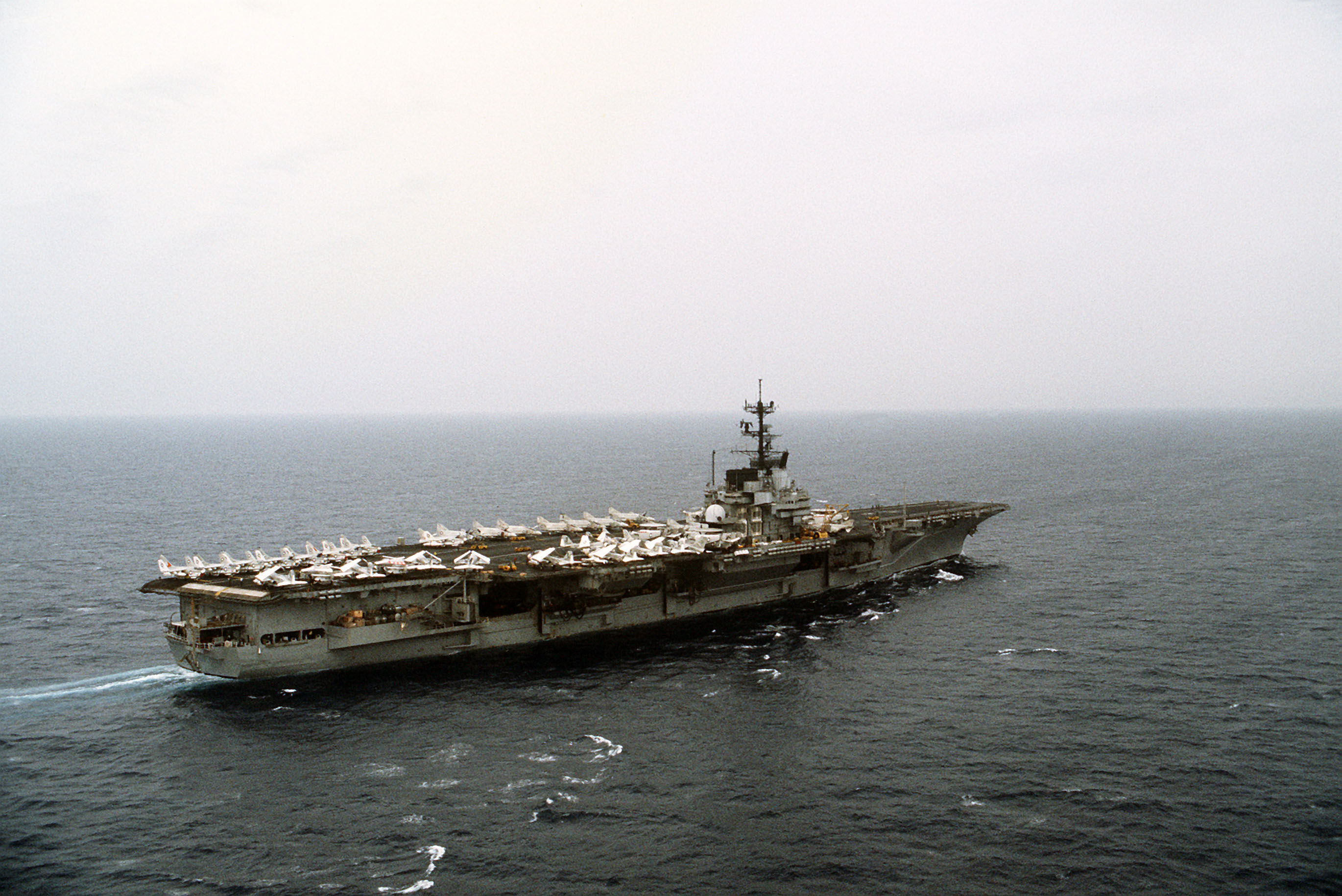
USS Forrestal (CV-59) з літаками на верхній палубі

Контракт на побудову авіаносця був підписаний 12 липня 1951 року з компанією Northrop Grumman Shipbuilding, авіаносець закладений на верфях компанії в місті Ньюпорт-Ньюс 14 липня 1952 року. Спущений на воду 11 грудня 1954 року, зарахований до складу флоту 1 жовтня 1955 року.
На флоті авіаносець отримав прізвисько «Zippo» і «Forrest Fire» («лісова пожежа») через численні інциденти з загоряннями на кораблі, найбільш трагічний з яких (29 липня 1967) забрав 135 життів. Відбувся мимовільний запуск ракети з одного з літаків в результаті випадкового статичного розряду. Запущена ракета, потрапивши в один з літаків, що стояли на палубі, призвела до серії вибухів боєприпасів та пального, що знаходились на верхній палубі. Пожежа, що виникла, тривала 14 годин.
Виведений зі складу флоту 11 вересня 1993 року.

## Особливості конструкції
«Форрестол» був першим американським авіаносцем на якому були збудовані кутова посадкова палуба, парові катапульти, і оптична система посадки. Також вперше підйомники для літаків були зміщені на край палуб.
Попередньо передбачалось, що рубка ("остів") буде опускатись до рівня палуби під час польотів, як на авіаносці USS United States (CVA-58). Але згодом таке рішення визнали занадто складним.
Для забезпечення можливості проходу під Бруклінським мостом була застосована спеціальна конструкція опускання щогл. Більша щогла опускалась на польотну палубу, тоді як менша - у напрямку носа корабля.

## Історія служби

### 1956-1962
Покинувши свій рідний порт, Норфолк, штат Вірджинія, «Форрестол» провів перший рік служби в інтенсивних операціях підготовки біля мисів Вірджинії та в Карибському басейні. Важливим завданням було навчання льотчиків користуватись сучасним обладнанням авіаносця. За цей час корабель часто працює з портом Мейпорт, штат Флорида. 7 листопада 1956, «Форрестол» вийшов у море з Мейпорту, нести бойове чергування у східній частині Атлантичного океану під час Суецької кризи. В будь-який момент корабель готовий був увійти в Середземне море, у разі потреби. Він повернувся у Норфолк 2 грудня для підготовки до його першої військової операції у складі 6-го флоту у Середземному морі, що розпочалась 15 січня 1957 року.

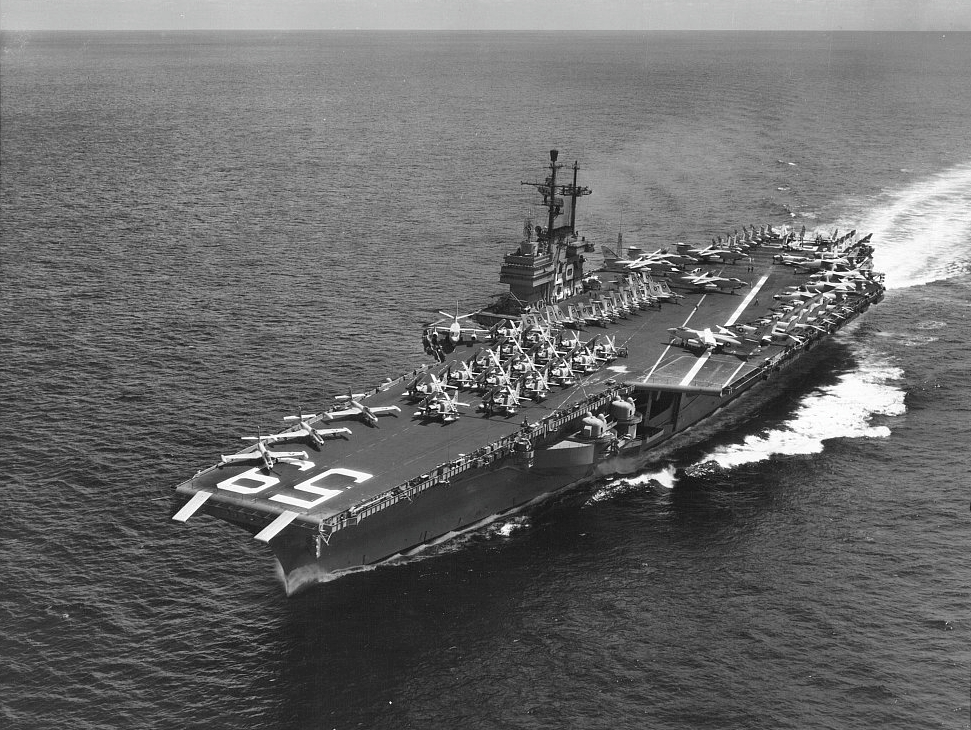
USS Forrestal (CV-59). Перше розгортання у складі Шостого флоту

Під час цього походу, як і протягом інших бойових чергувань у Середземномор'ї, «Форрестол» побував у багатьох портах для "демонстрації прапора", та був показаний високопосадовцям та широкій громадськості. Для військових спостерігачів демонструвались навчання, метою яких було показати здатність корабля забезпечувати ефективне використання повітряних сил, в операціях будь-якого масштабу. Корабель повернувся у Норфолк 22 липня 1957 року для навчань біля узбережжя штату Північна Кароліна. Навчання проводились в рамках підготовки до його першої операції у складі сил НАТО, операції "Strikeback" у Північному морі. Розгортання сил тривало з 3 вересня по 22 жовтня, під час якого «Форрестол» базувався в Саутгемптоні, Англія. Також була зроблена дуже важлива робота по координації американських Морських Сил з іншими країнами НАТО.
Наступного року «Форрестол» узяв участь у серії великих навчань флоту, а також у експериментальних польотних операціях. Під час кризи у Лівані, влітку 1958 року, авіаносець був знову покликаний нести чергування у східній частині Атлантичного океану для підтримки військово-морських операцій у Середземному морі. Він покинув Норфолк 11 липня, щоб прийняти на борт авіацію через 2 дні в Мейпорті, після чого «Форрестол» продовжував патрулювання Атлантики до повернення в Норфолк 17 липня.
Під час другого чергування в Середземному морі з 2 вересня 1958 по 12 березня 1959 «Форрестол» знову поєднував патрулювання і участь у великих навчаннях з публічним відвідуванням. Список його гостей очолив Міністр оборони США Ніл Макелрой. Повернувшись у Норфолк, корабель продовжував виконувати завдання з підготовки нових льотчиків. При цьому Форрестол знаходився у повній бойовій готовності для застосування у військових операціях як реакція на міжнародні події. Серед відвідувачів протягом того часу був Король Йорданії Хусейн.
«Форрестол» знову увійшов до складу 6-го флоту у період з 28 січня 1960 року по 31 серпня. Протягом цього часу корабель базувався у портах, типових для Середземноморського розгортання, а також відвідав Спліт у Югославії. Він знову був відкритий для відвідувачів у багатьох портах, а також виконував патрулювання та брав участь у навчаннях 6-го флоту. Після повернення до Сполучених Штатів, корабель відновив графік операцій біля східного узбережжя та у Карибському морі до кінця року.
Форрестол знову повернувся на бойове чергування у Середземне море з 3 серпня 1962 по 2 березня 1963 як флагман Commander Carrier Division Four (ComCarDiv 4).

### 1963–1967

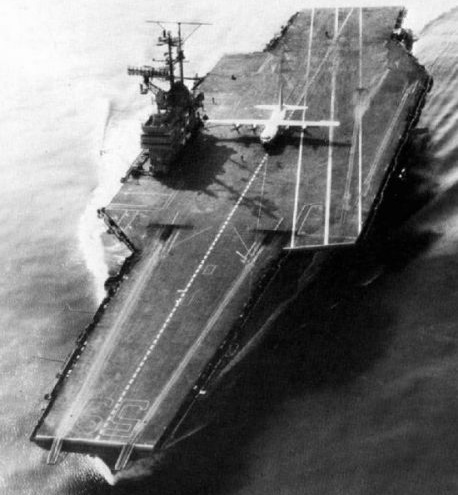
Літак C-130 Hercules на палубі авіаносця «Форрестол», 1963 рік

«Форрестол» увійшов в історію в листопаді 1963, коли 8-го, 21-го та 22-го числа, лейтенант Джеймс Флетлі ІІІ та його екіпаж, у складі лейтенанта-командора Стовала та авіамеханіка 1-го класу Бреннана, здійснили посадку та зліт транспортного літака C-130 Hercules на палубу авіаносця. Тестові випробування були проведені в 500 милях (900 кілометрах) від узбережжя штату Массачусетс у Північній Атлантиці. В результаті «Форрестол» і С-130 встановили світовий рекорд, в формулюванні: "Найбільший та найважчий літак, що здійснив посадку на авіаносець". Військово-морські сили намагались визначити, чи може важкий Hercules працювати постачальником для авіаносця. Проблема полягала в тому, що не існувало літака, що міг би досягти авіаносця посеред океану. Hercules був керованим та надійним, мав великий радіус дії та високу вантажопідйомність.

### 1967-1975
Пройшовши ремонт у 1966-1967 роках у Норфолку, корабель був переведений на Тихий океан, де 6 червня 1967 року вирушив до берегів В'єтнаму з авіагрупою CVW-17, де брав участь у бойових діях. 29 липня, перебуваючи у Тонкінській затоці, сильно постраждав від пожежі та викликаної нею вибуху боєприпасів. Проте корабель зміг дістатись своїм ходом затоки Субік-Бей (Філіппіни), а після 10-денного ремонту - у Норфолк.
Ремонт корабля тривав 10 місяців, і корабель знову став до ладу в липні 1968 року. Авіаносець ніс службу в Атлантиці та Середземному морі. 10 липня 1972 року корабель знову постраждав від пожежі, проте цього разу легко. Ніс патрульну службу у східній частині Середземного моря під час кризи у Лівані у травні 1973 року, прикривав евакуацію американських громадян під час конфлікту на Кіпрі (22 липня 1974 року).

### 1975-1993
30 червня 1975 року авіаносець був перекласифікований у CV-59. Пройшов ремонт та модернізацію у Норфолку (1976 рік), а також капітальну модернізацію за програмою SLEP (21 січня 1983 - 20 травня 1985 року).
У 1982 році здійснив перший похід в Аравійське море. 30 травня 1991 року вирушив зі США у Середземне море для участі в операції з підтримки курдів в північному Іраку, в ході якої 8 липня 1991 року був втрачений один літак E-2C.
21 грудня 1991 року авіаносець повернувся зі свого останнього, 21-го походу у Середземне море. 5 лютого 1992 року він був перекласифікований у навчальний авіаносець та переданий навчальному центру в Пенсаколі. У вересні 1992 - листопаді 1993 років пройшов переобладнання і 11 вересня 1993 року виключений зі складу флоту.
У жовтні 2013 року авіаносець за 1 цент був проданий для утилізації техаській фірмі All Star Metal.